# Chettiar
Chettiar (även stavat Chetty eller Chetti) är en titel som används av många sydindiska kaster knutna till handel, vävning, jordbruk och landägande.